# Un miracle ordinaire
Pour plus de détails, voir Fiche technique et Distribution.
Un miracle ordinaire (en russe : Обыкновенное чудо, Obyknovennoïe tchoudo) est un film musical fantastique romantique soviétique basé sur une pièce de Evgueni Schwarz, écrit et réalisé par Mark Zakharov et sorti en 1978. Le film est la deuxième adaptation de la pièce après celle sortie en 1964 de Erast Garine.
Leonid Serebrennikov interprète le thème principal du film (Nelepo, smechno, bezrassoudno, bezoumno, volchebno...), sur une musique de Guennadi Gladkov avec des paroles de Youli Kim.

## Synopsis
Le protagoniste du film, un magicien (Oleg Yankovski), invente un conte de fées pour divertir sa  compagne (Irina Kouptchenko). Les personnages du conte prennent vie, viennent chez lui et entreprennent de vivre leur vie.
Il y a de nombreuses années, le magicien a inventé un conte de fées « inversé », transformant un ours en humain (Aleksandr Abdoulov), qui se transformerait à nouveau en ours dès qu'une princesse tombe amoureuse de lui et l'embrasse. Maintenant, le jeune homme retourne à la maison du magicien où il rencontre une belle fille (Yevguénia Simonova), et ils tombent immédiatement amoureux l'un de l'autre. À sa grande consternation, elle se révèle être une princesse - le magicien a fait en sorte qu'un roi qui venait de passer avec sa fille et sa suite ressente une soudaine envie de s'arrêter au domaine. Lorsque la princesse, ignorante de l'origine du jeune homme, veut l'embrasser, il s'enfuit avec horreur.
La princesse se précipite après lui, habillée en garçon. Ils se rencontrent dans une taverne appelée "Émilie", mais l'Ours, incapable de reconnaître la princesse, la provoque en duel. Cependant, lorsque la princesse crie « papa » pendant la bataille, l'Ours se rend compte qu'elle l'a trompé.
En colère, il se rend chez l'aubergiste et le supplie d'être enfermé, car la taverne est couverte de neige et il est impossible de sortir. L'aubergiste lui donne la clé d'une chambre. Il attire son attention sur l'une des dames de la cour et reconnaît en elle son premier amour Émilie, en l'honneur de laquelle il a nommé l'auberge. L'aubergiste et Émilie décident d'aider les amants querellés.
La princesse s'enferme dans une chambre au deuxième étage de l'auberge et promet de tirer sur quiconque viendrait la voir. Le roi ordonne de tirer au sort et le sort revient au ministre administrateur de la cour (Andreï Mironov). L'administrateur s'approche de la princesse et un coup de feu retentit - laissant la princesse derrière elle, l'administrateur lui tire dessus, mais la rate. La princesse décide avec colère d'épouser le premier courtisan et annonce que l'administrateur est son fiancé.
Le roi décide de célébrer le mariage. Désespéré, car son amour lui a été enlevé, l'Ours décide de tout dire sur le baiser de princesse qui ferait de lui une bête, mais la princesse le rejette.
Le cortège de mariage démarre. Le chasseur et l'Ours restent dans la taverne. Le magicien apparaît et dit à l'Ours qu'il a été déçu de son comportement. Il appelle l'Ours un lâche. De l'avis du magicien, l'Ours aurait dû embrasser la princesse. Le fait qu'il n'ait pas fait cela montre qu'il n'aime pas tellement la princesse et qu'il sacrifie sa forme humaine. L'Ours et le chasseur concluent un accord en vertu duquel, si jamais l'Ours doit embrasser la princesse et se transformer en animal, le chasseur le tuera.
Exactement un an passe. Le pays est en fait gouverné par l'administrateur en lieu et place du roi. La princesse meurt lentement, l'Ours lui manque. Le magicien ne laisse pas intentionnellement l'Ours ni dans le pays ni dans sa maison, car il pense qu'un conte avec une fin triste est beaucoup plus instructif pour les gens, et les histoires avec une fin heureuse sont uniquement pour les enfants.
Alors que la princesse sent la mort venir, l'Ours et le chasseur apparaissent dans la maison du magicien. Le chasseur pointe le fusil sur l'Ours. L'Ours embrasse la princesse, mais, au grand désarroi du chasseur, ne se transforme pas en animal et reste un homme. Le magicien explique que ce paradoxe est un miracle ordinaire.
Les héros des contes de fées quittent la maison du magicien, qui se révèle n'être qu'un décor. Le décor brûle et le magicien reste seul.

## Fiche technique
- Titre original : Obyknovennoïé tchoudo
- Titre français : Un miracle ordinaire
- Réalisation : Mark Zakharov
- Scénario : Mark Zakharov, d'après une pièce de théâtre de Evgueni Schwarz
- Photographie : Nikolaï Nemoliaev
- Montage : Valeria Bélova, Svetlana Gouralskaïa
- Musique : Gennadi Gladkov
- Pays d'origine : Union soviétique
- Langue originale : russe
- Format : couleur
- Genre : fantasy
- Durée : 138 minutes
- Dates de sortie :  
  - Union soviétique : 1er janvier 1979

## Distribution
- Oleg Yankovski : le magicien
- Irina Kouptchenko : la femme du magicien
- Ievgueni Leonov : le roi
- Yevguénia Simonova : la princesse
- Alexandre Abdoulov : l'Ours
- Andreï Mironov : le ministre administrateur
- Vsevolod Larionov : le chasseur (chants par Mikhaïl Boïarski)
- Ekaterina Vassilieva : la Première Dame (chants par Larissa Dolina)
- Youri Solomine : l'aubergiste (chants par Léonid Serebrennikov)

## Chansons du film
| Traduction                                      | Titre original              | Titre translittéré            | Artiste                               |
| ----------------------------------------------- | --------------------------- | ----------------------------- | ------------------------------------- |
| La chanson du magicien                          | «Песенка Волшебника»        | Pessenka volchebnika          | Leonid Serebrennikov                  |
| Chœur des demoiselles d'Émilie                  | «Хор фрейлин Эмилии»        | Khor freïline Emilii          | Elena Tcharkviani                     |
| Couplets de l'administrateur                    | «Куплеты Администратора»    | Kouplety Administratora       | Andreï Mironov                        |
| Le duo Émilie et l'aubergiste                   | «Дуэт Эмилии и Трактирщика» | Duet Emilii i traktirchtchika | Larissa Dolina & Leonid Serebrennikov |
| Ballade de l'administrateur                     | «Баллада Администратора»    | Ballada Administratora        | Andreï Mironov                        |
| Chanson d'adieu                                 | «Прощальная песня»          | Prochtchal'naïa pesnia        | Andreï Mironov & chœur                |
| La chanson du chasseur (pas entré dans le film) | «Песня охотника»            | Pesnia okhotnika              | Mikhaïl Boïarski                      |

La bande originale complète a été publiée en 2022.